# Jeremiah McLain Rusk

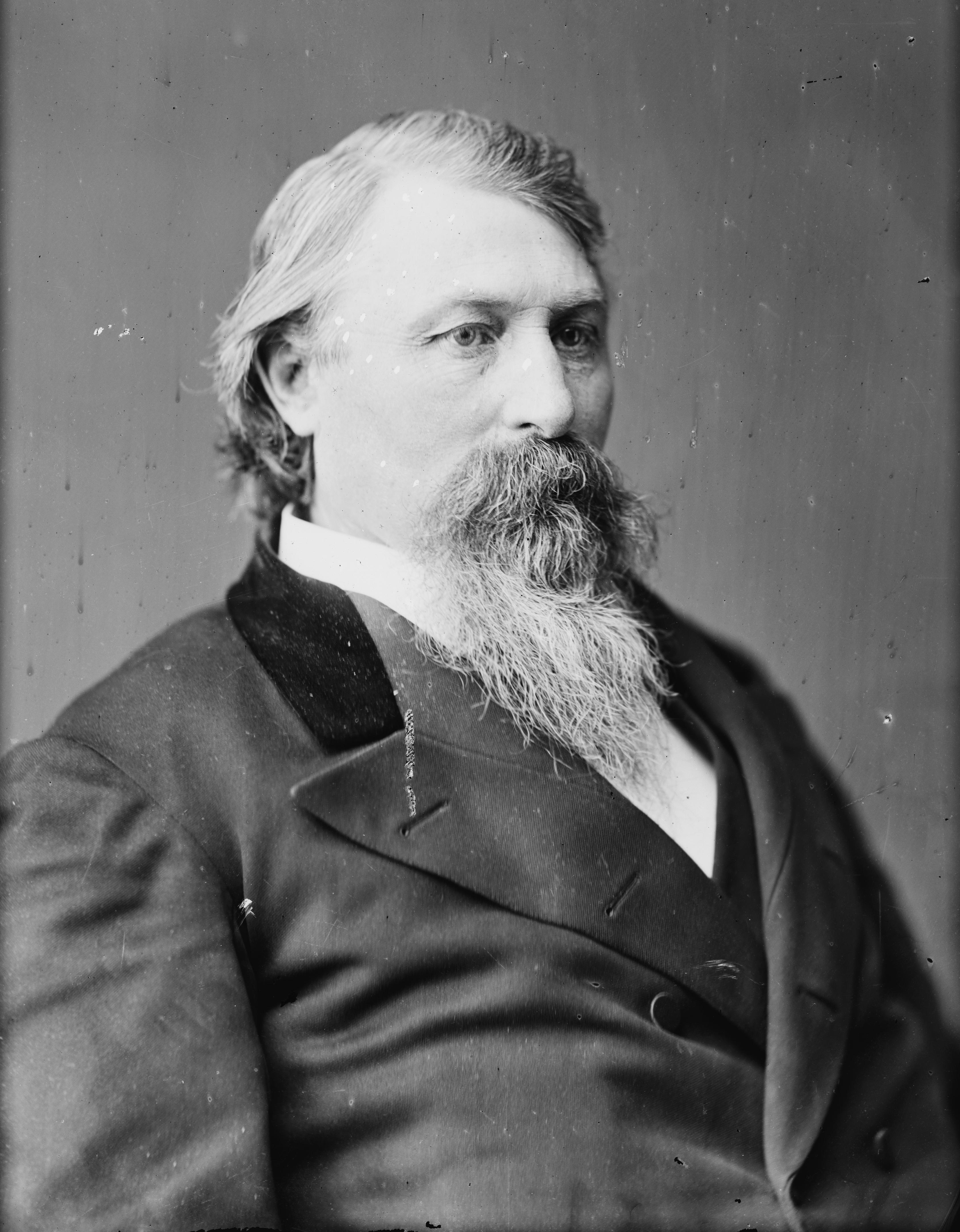
Jeremiah McLain Rusk

Jeremiah McLain Rusk, född 17 juni 1830 i Malta, Ohio, död 21 november 1893 i Viroqua, Wisconsin, var en amerikansk republikansk politiker. Rusk var ledamot av USA:s representanthus 1871-1877 och guvernör i Wisconsin 1882-1889. Han tjänstgjorde som USA:s jordbruksminister under president Benjamin Harrison 1889-1893.
Rusk flyttade 1853 till Vernon County, Wisconsin. Han deltog i amerikanska inbördeskriget i nordstatsarmén.
Rusk representerade Wisconsins sjätte distrikt i representanthuset 1871-1873 och därefter Wisconsins sjunde distrikt fram till 1877. Han besegrade demokraten Nicholas D. Fratt i 1881 års guvernörsval i Wisconsin. Rusk omvaldes 1884 och 1886.
Rusks grav finns på Viroqua Cemetery i Viroqua. Rusk County, Wisconsin har fått sitt namn efter Jeremiah McLain Rusk.